# Alojz Schronk
Alojz Schronk (8. srpna 1883 Plavecký Mikuláš – 21. března 1966 Nitra) byl slovenský kapelník, varhaník, učitel a hudební skladatel.

## Život
Po absolvování učitelského ústavu se v roce 1908 stal učitelem ve Vráblech. Kromě toho byl varhaníkem a organizátorem hudebního životě v obci. V roce 1910 založil dechovou hudbu a stal se jejím prvním kapelníkem. O roku 1926 učil v Sečovcích, kde v roce 1942 rovněž založil a řídil dechovku. V letech 1951–1953 vyučoval hru na housle na Státní lidové škole umění. Byl spoluzakladatelem Místního odboru Matice slovenské v Sečovcích a působil v různých funkcích ve výboru. Kapelníkem dechovky byl až do roku 1964, kdy se přestěhoval do Nitry a v Nitře také po dvou letech zemřel.
21. března 2011, při příležitosti 45. výročí úmrtí skladatele, byla na jeho počest odhalena pamětní deska na průčelí Základní umělecké školy v Sečovcích s následujícím textem:
„V tejto budove pôsobil a tvoril zakladateľ sečovskej hasičskej dychovej hudby (1. 2. 1942) – Alojz Schronk (* 8. 8. 1883 Plavecký Mikuláš † 21. 3. 1966 Nitra) – kapelník, skladateľ, organista, autor piesní pre dychovú hudbu, rečník a organizátor hudobného života v meste, posledný riaditeľ Štátnej ľudovej školy v Sečovciach. Pri príležitosti uplynutia 45 rokov od smrti venujú vďační občania a členovia dychovej hudby Sečovce 21. 3. 2011.“